# Sugammadex
Il sugammadex, commercializzato dalla Schering-Plough con il nome di Bridion, è il primo e finora unico antagonista selettivo dei miorilassanti (selective relaxant binding agent, SRBA), introdotto come farmaco in grado di annullare l'azione di rocuronio e vecuronio; è un composto derivato dalla γ-ciclodestrina.
Il farmaco agisce in circa tre minuti risolvendo il blocco neuromuscolare da curarizzazione, incapsulando la molecola curarica e rendendola inefficace. Il legame è considerato irreversibile.

## Storia
Sugammadex è stato scoperto dalla società farmaceutica Organon presso il Newhouse Research Site in Scozia. Organon è stata acquisita da Schering-Plough nel 2007; Schering-Plough si è fusa con Merck nel 2009. Sugammadex è ora di proprietà e venduto da Merck.
La Food and Drug Administration degli Stati Uniti ha inizialmente respinto il sugammadex nel 2008, ma alla fine ha approvato il farmaco per l'uso negli Stati Uniti il 15 dicembre 2015. Sugammadex era stato approvato per l'uso nell'Unione europea il 29 luglio 2008.

## Farmacologia

### Farmacodinamica

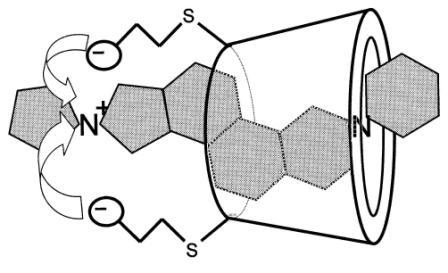
Una molecola di sugammadex incapsula una di rocuronio: i gruppi carbossilici (sono rappresentati solo solo due degli otto presenti) esercitano attrazioni elettrostatiche (rappresentate dalle frecce) sull'ammonio, carico positivamente.

Sugammadex è una γ-ciclodestrina modificata, con un nucleo lipofilo e una periferia idrofila. Questa gamma-ciclodestrina è stata modificata dal suo stato naturale ponendo otto gruppi carbossil-tio-etere nelle posizioni del sesto carbonio. Queste estensioni estendono le dimensioni della cavità consentendo un maggiore incapsulamento della molecola di rocuronio. Queste estensioni con carica negativa si legano elettrostaticamente all'azoto quaternario del bersaglio e contribuiscono alla natura acquosa della ciclodestrina. L'incapsulamento legante di Sugammadex del rocuronio è uno dei più forti tra le ciclodestrine e le loro molecole ospiti. La molecola di rocuronio (uno steroide modificato) legata nel nucleo lipofilo di sugammadex, è resa non disponibile per legarsi al recettore dell'acetilcolina alla giunzione neuromuscolare.
Sugammadex, a differenza della neostigmina, non inibisce l'acetilcolinesterasi, pertanto non si producono effetti colinergici e non è necessaria la co-somministrazione di un agente antimuscarinico (glicopirronio bromuro o atropina). Pertanto, si può prevedere che Sugammadex abbia meno effetti avversi rispetto ai tradizionali agenti di inversione.
Quando è richiesto un miorilassante a rapida insorgenza e di breve durata d'azione, a parte la succinilcolina c'è stata poca scelta, ma questo farmaco ha importanti controindicazioni; ad esempio, può scatenare ipertermia maligna in soggetti sensibili, ha una durata d'azione prolungata in pazienti con carenza di pseudocolinesterasi e provoca un aumento della concentrazione plasmatica di potassio che è pericoloso in alcune circostanze. Il rocuronio ha un'insorgenza relativamente rapida in dosi elevate (da 0,6 mg kg − 1 a 1 mg kg − 1) e può essere rapidamente invertito con sugammadex (16 mg kg − 1), quindi questa combinazione di farmaci offre un'alternativa al suxametonio.
La "ricurarizzazione", un fenomeno di ricorrenza del blocco neuromuscolare, può verificarsi quando gli agenti di inversione svaniscono prima che un farmaco bloccante neuromuscolare sia completamente eliminato. Questo fenomeno può accadere con tutti i farmaci bloccanti neuromuscolari ad azione prolungata (come gallamina, pancuronio o tubocurarina). È stato dimostrato che si verifica solo raramente con sugammadex e solo quando sono state somministrate dosi insufficienti. Si ritiene che il meccanismo sottostante sia correlato alla ridistribuzione del rilassante dopo l'inversione. Può verificarsi per un intervallo limitato di dosi di sugammadex che sono sufficienti per la formazione complessa con rilassante nel compartimento centrale, ma insufficiente per un rilassante aggiuntivo che ritorna alla centrale dai compartimenti periferici.
Sugammadex ha dimostrato di avere affinità per altri due agenti bloccanti neuromuscolari aminosteroidi, vecuronio e pancuronio. Sebbene sugammadex abbia un'affinità inferiore per il vecuronio che per il rocuronio, l'inversione del vecuronio è ancora efficace perché in vivo sono presenti meno molecole di vecuronio per un blocco equivalente: il vecuronio è circa sette volte più potente del rocuronio. Sugammadex si incapsula con un rapporto 1: 1 e quindi invertirà adeguatamente il vecuronio poiché ci sono meno molecole da legare rispetto al rocuronio. Il blocco del pancuronio superficiale è stato invertito con successo da sugammadex negli studi clinici di fase III.

## Efficacia
Uno studio è stato condotto in Europa per verificarne l'idoneità nell'induzione a sequenza rapida. Ha scoperto che sugammadex fornisce un'inversione rapida e dose-dipendente del blocco neuromuscolare indotto da rocuronio ad alte dosi.
Una recensione di Cochrane su sugammadex ha concluso che "sugammadex si è dimostrato più efficace del placebo (nessun farmaco) o della neostigmina nell'invertire il rilassamento muscolare causato dal blocco neuromuscolare durante l'intervento chirurgico ed è relativamente sicuro. Complicazioni gravi si sono verificate in meno dell'1% dei pazienti che ha ricevuto sugammadex. I risultati di questo articolo di revisione (in particolare i risultati sulla sicurezza) devono essere confermati da studi futuri su popolazioni di pazienti più grandi ". La revisione Cochrane del 2017 ha concluso che sugammadex ha un profilo di sicurezza migliore rispetto alla neostigmina con il 40% in meno di eventi avversi. In particolare, i rischi di paralisi residua postoperatoria, bradicardia, nausea e vomito sono ridotti se sugammadex viene utilizzato come agente di inversione. Nel 2015 il British Journal of Anesthesia ha pubblicato un articolo in cui l'incidenza del blocco neuromuscolare residuo potrebbe essere ridotta a zero se sugammadex fosse usato come agente di inversione e si selezionasse il dosaggio corretto con l'uso del monitoraggio neuromuscolare. Anche quando sono stati confrontati i tempi di inversione di ciascun agente "I dati indicano che sugammadex è stato di 10,22 minuti (6,6 volte) più veloce della neostigmina (1,96 contro 12,87 minuti) nell'inversione della paralisi indotta moderata. Sugammadex è stato 45,78 minuti (16,8 volte) più veloce della neostigmina (2,9 vs 48,8 minuti) per invertire la paralisi indotta in profondità. " Il tempo risparmiato dalla rapida inversione e dalla riduzione della paralisi residua postoperatoria può ridurre i costi complessivi dell'ospedale e fornire significativi miglioramenti nella sicurezza del paziente.

## Tollerabilità
Sugammadex è stato generalmente ben tollerato negli studi clinici su pazienti chirurgici o volontari sani. Nelle analisi congiunte, il profilo di tollerabilità di sugammadex era generalmente simile a quello del placebo o della neostigmina più il glicopirrolato. Sugammadex può teoricamente interferire con i contraccettivi ormonali a causa delle prove di studi di legame in vitro che hanno dimostrato che può legarsi al progestinico.